# هدهدية
هدهدية (الاسم العلمي Upupa)، جنس طيور من فصيلة الهدهديات الملونة تتبع رتبة قرنيات المنقار. توجد في كافة أنحاء أفرو-أوراسيا.